# Aloisie Tăutu
Aloisie Tăutu (n. 23 decembrie 1895, Terebești, România – d. 28 septembrie 1981, Roma, Italia) a fost un istoric român, preot greco-catolic, membru al Comisiei Pontificale Istorice.

## Memoria
- Casa Memorială „Aloisie Tăutu”

## Locul de veci
A fost înhumat în Cimitirul „Campo Verano” din Roma, unde se află înmormântați de asemenea episcopii Vasile Cristea și Traian Crișan. 

## Scrieri
- Residui di rito bizantino nelle regioni balcano-danubiane nell'alto medioevo, în: Orientalia Christiana Periodica XV (1949), 41-70;
- Acta Honorii III (1216-1227) et Gregorii IX (1227-1241), Roma, 1950 [în limba latină];
- Acta Ioannis XXII (1317-1334), Roma, 1952 [în limba latină];
- Acta Urbani IV, Clementis IV, Gregorii X (1261-1276), Roma, 1953 [în limba latină];
- Un epizod [sic] cu ocazia înmormântării episcopului Inocențiu Micu-Klein, în: Buna Vestire, Roma, 10 (1971).